# ケフェウス座
ケフェウス座（ケフェウスざ、ラテン語: Cepheus）は、現代の88星座の1つで、プトレマイオスの48星座の1つ。古代ギリシアの伝承に登場するエチオピアの王ケーペウスをモチーフとしている。地球の歳差運動により、γ星エライ、α星アルデラミンは今後数千年の間に順に北極星になるとされる。

## 特徴

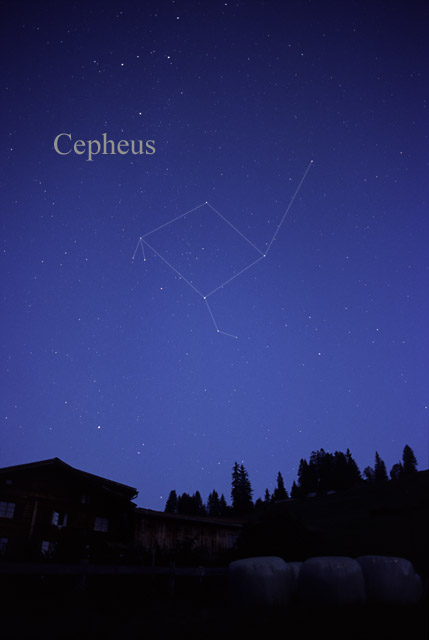
ケフェウス座の全景。画像上部にはカシオペヤ座、右部にはこぐま座の星が見えている。

東をカシオペヤ座ときりん座、北をこぐま座、西をりゅう座、南をはくちょう座ととかげ座に囲まれている。20時正中は10月中旬頃だが、領域の南端でも赤経+53.35°と天の北極の近くに位置しているため、北緯37°より北の北半球の中高緯度地域では星座全体が年中地平線に沈むことのない周極星となる。

## 由来と歴史
この星座のモチーフとされたケーペウスは、古代ギリシアの伝承に登場するエチオピア王で、カッシオペイアの夫、アンドロメダーの父であるとされる。紀元前3世紀前半のマケドニアの詩人アラートスの詩篇『ファイノメナ (古希: Φαινόμενα)』では、アルゴスの王でイーオーの父であるイーアソスの子孫であるとされた。ケーペウスの父親については諸説あり、紀元前5世紀頃の古代ギリシアの歴史家ヘーロドトスの『歴史』や伝アポロドーロスの『ビブリオテーケー』ではポセイドーンとリビュエーの息子ベーロス、ノンノスの『ディオニュソス譚』ではベーロスの双子の兄弟アゲーノール、1世紀初頭の古代ローマの著作家ガイウス・ユリウス・ヒュギーヌスの『天文詩 (羅: De Astronomica)』では紀元前5世紀頃の古代ギリシアの劇作家エウリーピデースの伝える話としてアゲーノールの息子フェニックスであるとしている。
ケフェウス座に属する星の数は、紀元前3世紀後半の天文学者エラトステネースの天文書『カタステリスモイ (古希: Καταστερισμοί)』、ヒュギーヌスの『天文詩』では19個、帝政ローマ期の2世紀頃のクラウディオス・プトレマイオスの天文書『ヘー・メガレー・スュンタクスィス・テース・アストロノミアース (古希: ἡ Μεγάλη Σύνταξις τῆς Ἀστρονομίας)』、いわゆる『アルマゲスト』では11個とされた。
1922年5月にローマで開催されたIAUの設立総会で現行の88星座が定められた際にそのうちの1つとして選定され、星座名は Cepheus、略称は Cep と正式に定められた。

### 中東
正確な描像は明らかではないが、紀元前500年頃に製作された粘土板文書『ムル・アピン (MUL.APIN)』では、はくちょう座からケフェウス座に跨ってヒョウの星座が置かれていたと考えられている。

### 中国
ドイツ人宣教師イグナーツ・ケーグラー（戴進賢）らが編纂し、清朝乾隆帝治世の1752年に完成・奏進された星表『欽定儀象考成』では、ケフェウス座の星は、天の北極近くの区域である三垣の1つで天の北極を中心とする「紫微垣」と、二十八宿の北方玄武七宿の第五宿「危宿」、第六宿「室宿」に配されていたとされる。
紫微垣では、HD 5848・HD 217382の2星が天帝の紫微宮を守る護衛軍を表す星官「勾陳」に、HD 212710が天帝を表す星官「天皇大帝」に、HD 30338が奇門遁甲を表す星官「六甲」に、HD 18438・HD 16458・HD 19978 の3星が五帝を祀る祭壇の順を表す星官「五帝内座」に、HD 223274が食客のための宿舎を表す星官「伝舎」に、それぞれ配された。危宿では、δ・ζ・λ・μ・ν の5星が周の穆王に駿馬を献上した御者を表す「造父」に、4・θ・η・α・ξ・26・ι・οの8星が天のカギを表す星官「天鉤」に、それぞれ配された。室宿では、HD 206267・13・ε の3星が空を飛ぶ蛇身の怪物を表す「螣蛇」に配された。

## 神話

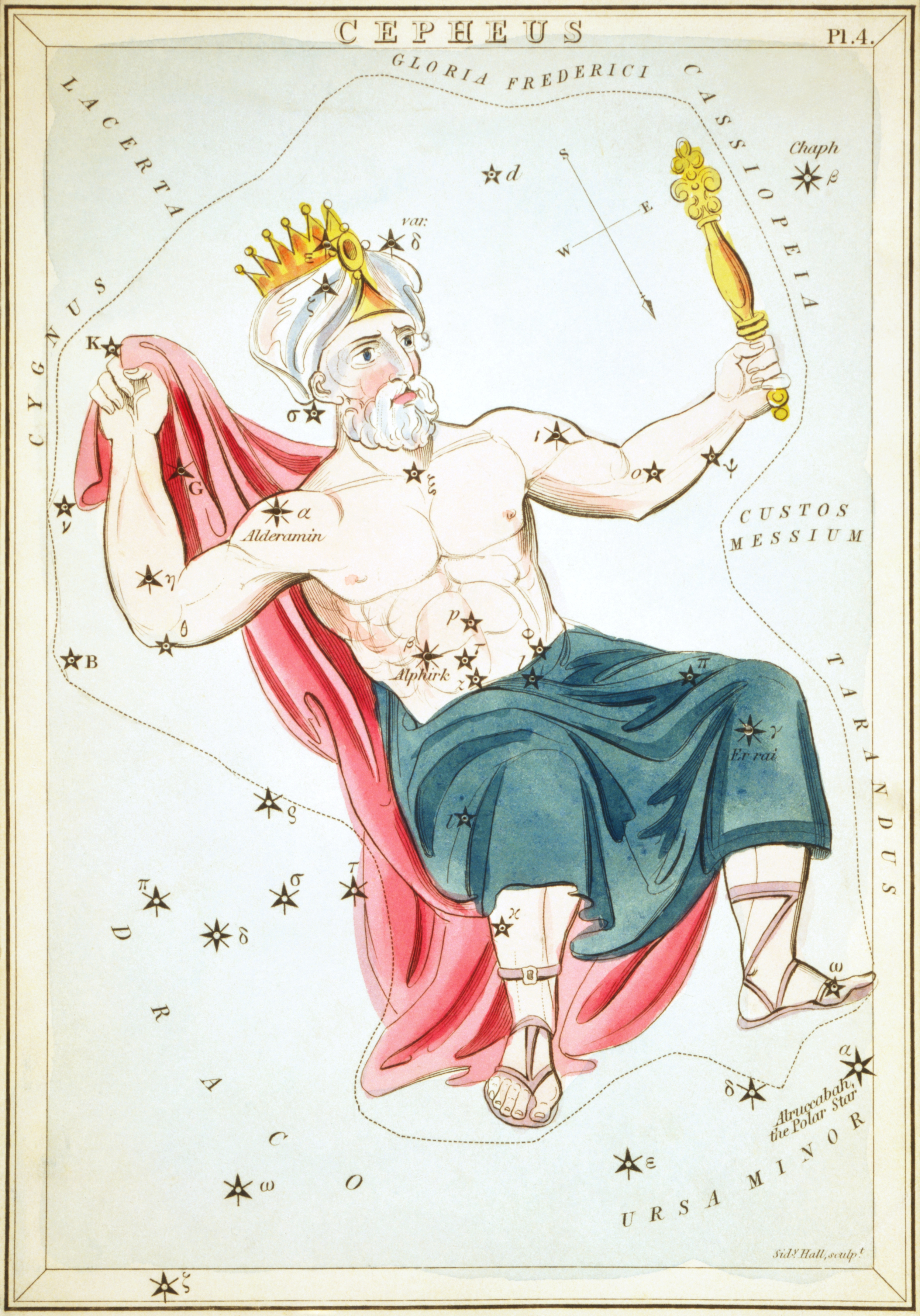
星図カード集『ウラニアの鏡』（1824年）に描かれたケフェウス座

ケーペウス自身を中心とする話は伝えられていない。エラトステネースの『カタステリスモイ』やヒュギーヌスの『天文詩』では、エウリーピデースの伝える話として「娘のアンドロメダーを生贄に差し出したが、そのアンドロメダーがペルセウスに助けられたおかげで、アテーナーに意志により星座の1つとなった」とされている。

## 呼称と方言
世界で共通して使用されるラテン語の学名は Cepheus、日本語の学術用語としては ケフェウス とそれぞれ正式に定められている。
明治初期の1874年（明治7年）に文部省より出版された関藤成緒の天文書『星学捷径』で セフュース という読みと「王」という解説が紹介された。また、1879年（明治12年）にノーマン・ロッキャーの著書『Elements of Astronomy』を訳して刊行された『洛氏天文学』では セフェウス と紹介された。それから30年ほど時代を下った明治後期には ケフェウス と呼ばれていたことが、1908年（明治41年）4月に創刊された日本天文学会の会報『天文月報』の第1巻1号に掲載された「四月の天」と題した記事で確認できる。この訳名は、東京天文台の編集により1925年（大正14年）に初版が刊行された『理科年表』にもそのまま引き継がれ、1944年（昭和19年）に天文学用語が見直しされた際も ケフェウス が継続して使用されることとされた。

これに対して、天文同好会の山本一清らは異なる読みを充てていた。天文同好会の編集により1928年（昭和3年）4月に刊行された『天文年鑑』第1号では、星座名 Cepheus に対して ケフェウス という読みを充てていたが、翌1929年（昭和4年）刊行の第2号では セフェ、さらに1931年（昭和6年）刊行の第4号からは セフェ王と改め、以降の号でもこの表記を継続して用いた。これについて山本は東亜天文学会の会誌『天界』で以下のような見解を開陳していた。
この山本らの主張は受け容れられず、戦後も継続して「ケフェウス」が使われ続けた。1952年（昭和27年）7月に日本天文学会が「星座名はひらがなまたはカタカナで表記する」とした際も Cepheus の日本語名はケフェウスのまま維持され、以降も継続して ケフェウス が用いられている。
現代の中国では、仙王座と呼ばれている。

### 方言
香川県坂出市の櫃石島には、ケフェウス座の主要な星が形作る五角形を農具の箕に喩えた「ビゼンノミ（備前の箕）」という呼称が伝わっていた。

## 主な天体

### 恒星
1個の2等星と4個の3等星が五角形に並んでいる。地球の歳差運動により、今後数千年の間にγ星やα星が北極星となるものと考えられている。
2023年10月現在、国際天文学連合 (IAU) によって4個の恒星に固有名が認証されている。
- α星：見かけの明るさ2.460 等、スペクトル型A8Vn のA型主系列星で、2等星[39]。ケフェウス座で最も明るい恒星で、唯一の2等星である。アラビア語で「2つの前腕のうち先行する一方」を意味する言葉に由来する[40]「アルデラミン[7](Alderamin[38])」という固有名が認証されている[38]。
- β星：分光連星を成す3.2 等のB型準巨星Aa と6.6 等のBe星Ab のペアと8.63 等のA型主系列星B の3つの星による三重星[41]だが、Aa-AbのペアとBがたまたま同じ方向にあるのか連星系を成しているのかは定かではない[42]。Aa星は、脈動変光星の分類の1つ「ケフェウス座β型変光星 (Beta Cephei variable, BCEP)」のプロトタイプとされており[43]、約0.19 日の周期で3.12 等から3.17 等の範囲で明るさを変化させる[44]。Aa星には、アラビア語で「（羊の）群れ」を意味する言葉に由来する[40]「アルフィルク[7](Alfirk[38])」という固有名が認証されている[38]。
- γ星：太陽系から約45 光年の距離にある、見かけの明るさ3.21 等の連星系[45]。スペクトル型K1III-IVCN1、約1.4 太陽質量 (M☉) の巨星の主星Aと、約0.4 M☉の伴星Bが、約20 天文単位離れた軌道で互いに公転している[46]。1988年、主星Aに惑星質量天体が存在する可能性を示唆する研究が発表され[47]、2003年に系外惑星Abが発見された[48][49]。主星Aa には、アラビア語で「羊飼い」を意味する言葉に由来する「エライ[7](Errai[38])」という固有名が認証されている[38]。
- ξ星：見かけの明るさ4.29 等の連星系[50]。位置天文連星 (astrometric binary) を成す4.8 等のAm星Aa と6.3 等のF型主系列星のAb のペアと6.4 等のF型主系列星Bの3つの星が三重連星系を形成している[51]。Aa星には「クルハ[7](Kurhah[38])」という固有名が認証されている[38]。

このほか、以下の恒星が知られている。
- δ星：太陽系から約920 光年の距離にある、F型超巨星とB型星の連星系[52]。主星Aは、イギリスの天文家ジョン・グッドリックの1784年から1785年にかけての観測で変光していることが発見された[53][54]。現在は古典的セファイド変光星[注 3]（ケフェウス座δ型変光星、DCEP）のプロトタイプとされており[43]、約5.37 日の周期で3.48 等から4.37 等の範囲でその明るさを変える[55]。
- ζ星：太陽系から約590 光年の距離にある、見かけの明るさ3.35 等、スペクトル型K1.5Ib の赤色超巨星で、3等星[56]。約7.5 日の周期で0.04 等の振幅の変光が検出されており、食変光星の可能性があるとされる[57]。また、2008年の研究では553日の周期性が検出されており、未発見の伴星の存在が示唆されている[58]。
- η星：太陽系から約47 光年の距離にある、見かけの明るさ3.41 等、スペクトル型K0IV の準巨星で、3等星[59]。
- μ星：スペクトル型M2-Ia の赤色超巨星[60]。変光星としては、脈動変光星の分類の1つの「半規則型変光星」の中でも30日から数千日の周期の間に1等級以上明るさが変動する晩期型スペクトルを持つ超巨星のサブグループ「SRC型」のプロトタイプとされ[43]、730日の周期で3.2 等から5.4 等の範囲で明るさを変化させる[61]。「エラキス(Erakis[60])」という呼称があるほか、1783年にこの星を望遠鏡で観測したイギリスの天文学者ウィリアム・ハーシェルがその赤い色を宝石のガーネットに喩えたことから「（ハーシェルの）ガーネット・スター (英: Herschel's Garnet Star[60])」という通称で呼ばれることが多い。
- VV星：赤色超巨星とB型主系列星による連星系[62][63]。7,430 日という長い変光周期を持つアルゴル型の食変光星で[64]、これは既知の変光星の中で3番目に長いものとされる[注 4]。連星系を取り巻くガスに起源を持つと考えられる Fe II・Cu II・Ni II の禁制線（英語版）が観測されている[67]。
- BH星：太陽系から約1,070 光年の距離にある、見かけの明るさ11.01 等、スペクトル型F5IIIe の前主系列星で11等星[68]。主系列に到達する前の若い中質量星「ハービッグAe/Be型星」に分類される天体で、オリオン変光星の中でも中期・晩期のスペクトルを持つサブグループ「INB型」のプロトタイプとされる[43]。
- HD 239960：太陽系から約13 光年の距離にある2つの赤色矮星からなる連星系で、発見者の名前からクリューゲル60 (Kruger 60, KR 60) とも呼ばれる[69]。B星は爆発変光星の分類の1つ「閃光星（くじら座UV型変光星、UV Ceti）」に分類されており、10.3 等から11.4 等の範囲で明るさを変化させる[70]。

### 星団・星雲・銀河
いわゆる「メシエ天体」は1つもないが、5つの天体がパトリック・ムーアがアマチュア天文家の観測対象に相応しい星団・星雲・銀河を選んだ「コールドウェルカタログ」に選ばれている。
- NGC 188：太陽系から約6,400 光年の距離にある散開星団[73]。コールドウェルカタログに挙げられた天体の中では最も天の北極に近い位置にあり、カタログの1番に選ばれている[72]。1831年11月3日、イギリスの天文学者ジョン・ハーシェルが発見した[74]。既知の天の川銀河内の散開星団としては最も古いものの1つで、星団が生まれてから50億年以上が経過していると見られている[74]。
- NGC 40：太陽系から約3,500 光年の距離にある惑星状星雲[75]。コールドウェルカタログの2番に選ばれている[72]。その形状が蝶ネクタイ (Bow-Tie) に似て見えることから「蝶ネクタイ星雲 (英: Bow-Tie Nebula)」とも呼ばれる[76]。11.6 等とかなり明るい惑星状星雲中心星は0.7 M☉程度の質量を持ち、90,000 K程度の高温であると考えられている[77]。
- NGC 7023：反射星雲[78]。コールドウェルカタログの4番に選ばれている[72]。1794年10月18日にウィリアム・ハーシェルが発見した。その形状から「アイリス星雲[79](Iris Nebula[78])」という通称で知られる。太陽系から約1,100 光年の距離にある[80]ハービッグAe/Be型星HD 200775からの放射を受けて輝いて見える[81]。
- Sh2-155：太陽系から約2,700 光年の距離にあるHII領域[82]。コールドウェルカタログの9番に選ばれている[72]。パトリック・ムーアは、弧を描くように曲がっているその形状を洞窟の入り口に見立てて「洞窟星雲[83](英: Cave Nebula)」と名付けた[84]。より大きなケフェウスOB3アソシエーション (英: Cep OB3 Association) の一部で、アソシエーションに属する若い恒星からの光を受けてガスが電離することで発光している[85]。
- NGC 6946：渦巻銀河[86]。コールドウェルカタログの12番に選ばれている[72]。1798年9月9日にウィリアム・ハーシェルが発見した[87]。1917年に観測された超新星SN 1917A（英語版）を皮切りに、2023年までに10個の超新星が発見されている[87]ことから、「花火銀河[88](英: Fireworks Galaxy[89])」という通称で呼ばれることもある。

- 赤色超巨星ハーシェルのガーネット・スター (Mu Cephei)
- 2002年12月にアメリカ合衆国アリゾナ州キットピーク国立天文台内のWIYN天文台（英語版）にある0.9 メートルWIYN望遠鏡で撮影された散開星団NGC 188。
- 1996年11月にキットピーク国立天文台内のWIYN天文台にある3.5 メートルWIYN望遠鏡で撮影された惑星状星雲NGC 40。
- 2009年8月末にキットピーク国立天文台にあるメイヨール4 m望遠鏡で撮影された反射星雲アイリス星雲 (NGC 7023)
- 2010年にレモン山スカイセンターの80 cmシュルマン望遠鏡で撮影された散光星雲Sh2-155（洞窟星雲、Cave Nebula）。
- ハワイ州マウナケア山のジェミニ北望遠鏡のジェミニ多天体分光装置 (Gemini North Gemini Multi-Object Spectrograph, GMOS-N) で撮像された渦巻銀河NGC 6946（花火銀河、Fireworks Galaxy）。

## 流星群
ケフェウス座の名前を冠した流星群で、IAUの流星データセンター (IAU Meteor Data Center) で確定された流星群 (Established meteor showers) とされているものは一つもない。